# Markt 13 (Plau am See)

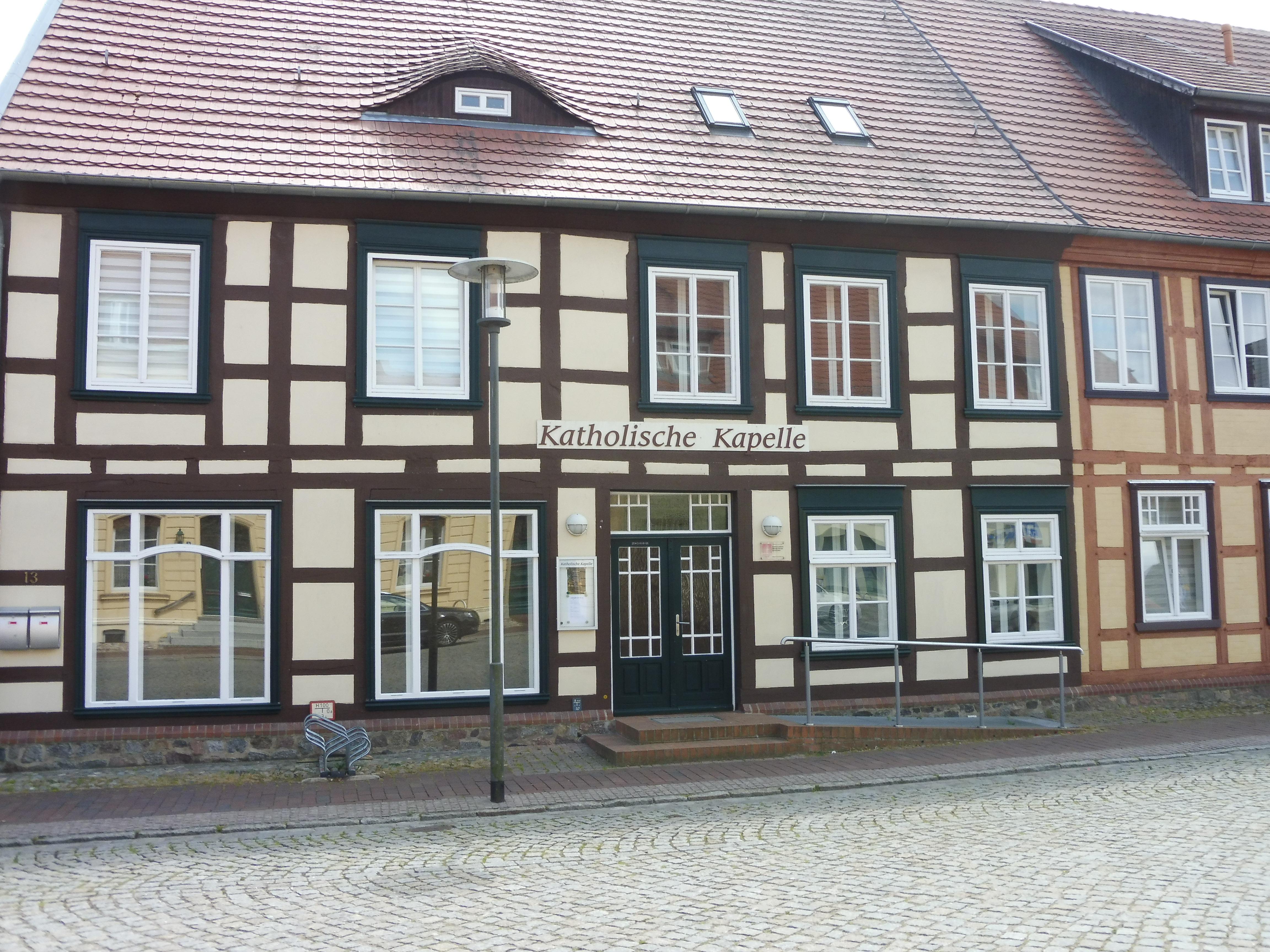

Das ehemalige Wohnhaus Markt 13 in Plau am See (Mecklenburg-Vorpommern) schräg gegenüber dem Rathaus wurde im 18. Jahrhundert gebaut. Hier ist heute die katholische Kapelle St. Paulus. Das Gebäude steht unter Denkmalschutz.

## Geschichte
Plau am See entstand im 13. Jahrhundert und wurde 1235 erstmals als Stadt erwähnt. Beim Stadtbrand von 1756 wurden viele Fachwerkhäuser zerstört.
Das zweigeschossige Fachwerkgebäude mit verputzten Ausfachungen und dem Satteldach mit einer Fledermausgaube wurde nach dem Stadtbrand von 1756 auf den Grundmauern des Vorgängerbaues errichtet.
Nach der Komplettsanierung des Hauses als erstes Gebäude im Rahmen der Städtebauförderung eröffnete hier im Januar 1993 ein Blumengeschäft. Die Katholische Kirche erwarb 2007 das Haus und ließ es zur Kapelle St. Paulus und Gemeindehaus umbauen. Die Kapellenweihe erfolgte am 7. Oktober 2007 durch den Hamburger Erzbischof Werner Thissen.